# Meng Wanzhou
Meng Wanzhou (en chinois : 孟晚舟), aussi connue sous les noms de Sabrina Meng et de Cathy Meng, est une femme d'affaires chinoise, née le 13 février 1972 à Chengdu. Vice-présidente du conseil d'administration et directrice financière de la société Huawei, elle est arrêtée le 1er décembre 2018 au Canada, à la demande de la justice américaine, puis remise en liberté sous caution. Elle risque cependant d'être extradée vers les États-Unis. En septembre 2021, un accord scellé entre le département de la Justice américain et Meng Wanzhou met fin aux poursuites contre elle. Elle rejoint immédiatement Shenzhen.

## Biographie
Meng Wanzhou est née en 1972, en pleine révolution culturelle chinoise, à Chengdu, dans la province du Sichuan. Elle est la fille de Ren Zhengfei, fondateur de la plus grande société privée de Chine, le géant des télécommunications Huawei, et de sa première femme, Meng Jun.
En 1992, elle interrompt sa scolarité pour travailler pendant un an à la China Construction Bank avant de rejoindre Huawei, une entreprise récemment fondée (en 1987) par son père, pour y travailler comme secrétaire. En 1997, elle reprend des études supérieures en comptabilité et obtient une maîtrise à la Huazhong University of Science and Technology. De retour à Huawei, elle en devient vers 2010 la directrice financière, et, en mars 2018, la vice-présidente du conseil d'administration,. Elle se marie à un employé de longue date de l'entreprise ; le couple a deux enfants. Son mari quitte finalement Huawei, où il était devenu directeur commercial principal, pour prendre la présidence du conseil de la Shenzhen Qingfu Investment Company.
Elle est présentée comme une héritière potentielle de son père à la direction de l'entreprise. En 2017, le magazine Forbes la classe au huitième rang de sa liste des femmes d'affaires les plus remarquables de Chine.

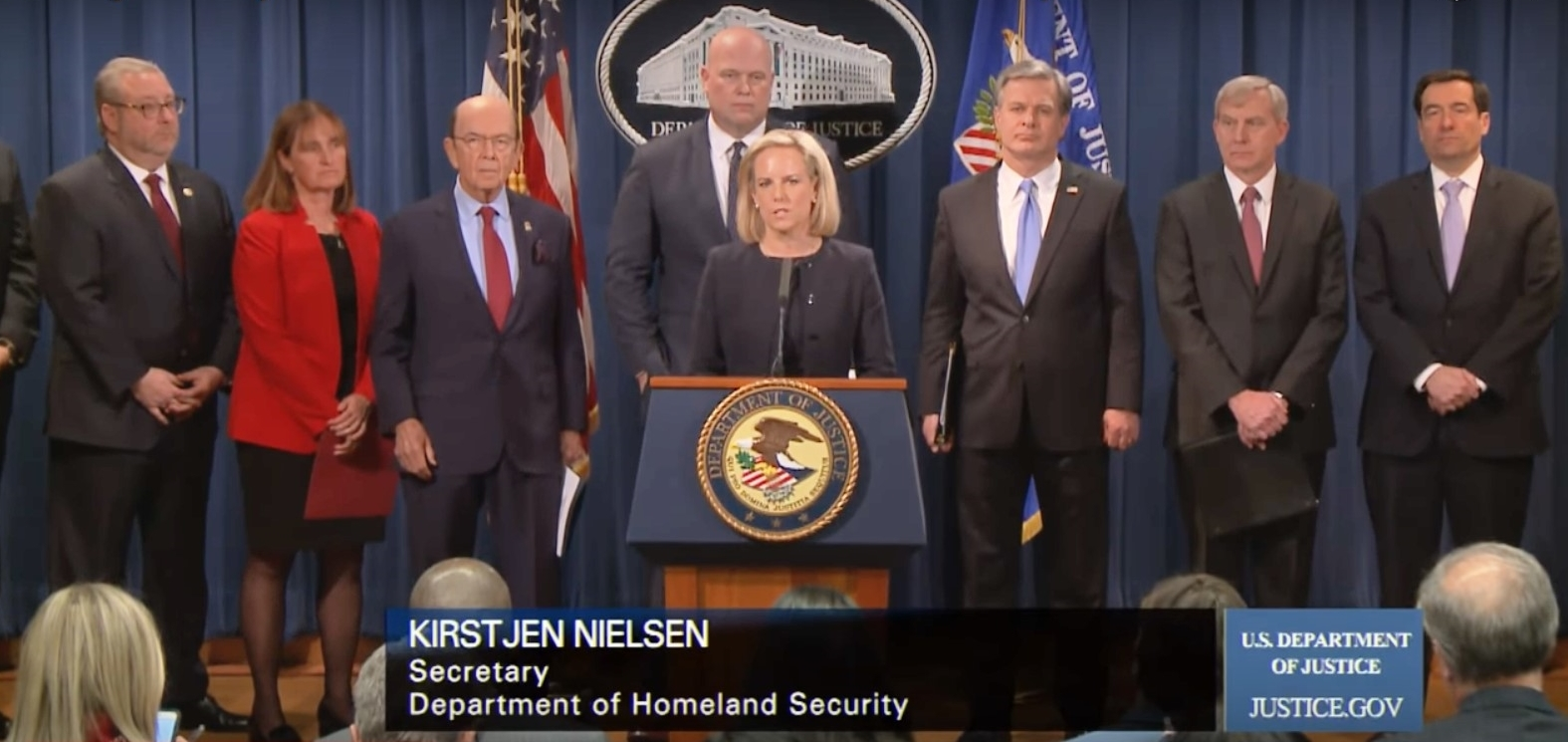
La secrétaire à la Sécurité intérieure des États-Unis Kirstjen Nielsen, le procureur général par intérim Matthew Whitaker, le secrétaire au Commerce Wilbur Ross, et le directeur du FBI Christopher Wray en 2019, annoncent des chefs d'accusation contre Meng Wanzhou et Huawei.

Le 1er décembre 2018, elle est arrêtée au Canada à la demande des États-Unis, qui l'accusent d'avoir monté un réseau financier destiné à contourner les sanctions unilatérales imposées par les États-Unis à l'Iran. Elle est remise en liberté, sous caution, le 12 décembre, mais reste en attente d’une première audience d’extradition, finalement examinée en février 2019.
Le 28 janvier 2019, le gouvernement fédéral des États-Unis dépose des accusations criminelles contre Huawei, la filiale américaine de Huawei, et une entreprise, Skycom, accusée d'être une filiale iranienne de Huawei. Selon ces accusations, Meng Wanzhou a utilisé deux sociétés écrans, Skycom et Canicula Holdings, pour vendre des équipements télécoms à l'Iran en 2010, en contravention des sanctions. Avec ces mêmes artifices, Huawei aurait commercé avec la Syrie jusqu'en 2017.
Plusieurs accusations criminelles sont émises spécifiquement par les États-Unis contre Meng Wangzhou : fraude bancaire ; fraude électronique ; complot en vue de commettre à la fois une fraude bancaire et une fraude électronique,,. Ces accusations de fraude sont importantes pour mener à son terme la procédure d'extradition, la défense de Meng Wanzhou s'appuyant en effet sur le fait qu'une violation des sanctions américaines sur l'Iran n'est pas un délit au Canada pour tenter de bloquer cette procédure.
Le 1er mars 2019, le ministère canadien de la Justice délivre une demande introductive d’instance, entamant les premières démarches d'un processus d’extradition. Le 21 janvier 2020, son procès en extradition s'ouvre à Vancouver.
Le 27 mai 2020, un juge canadien estime que les accusations de fraude portées par les États-Unis contre Meng Wanzhou satisfont à la règle d'incrimination réciproque et que l'analyse judiciaire de la procédure d'extradition doit donc se poursuivre.
Le 24 septembre 2021, un accord scellé entre le département de la Justice américain et Meng Wanzhou met fin aux poursuites contre elle, et aux trois années de résidence surveillée. Elle s'envole immédiatement pour Shenzhen grâce à un vol Air China, spécialement affrété par la Chine. Dans le même temps, deux Canadiens arrêtés en 2018 par la Chine sur son territoire quelques jours après son interpellation sont libérés, bien que la Chine ait toujours nié le moindre lien entre les deux affaires,.